# Maria Schack Vindum
Maria Schack Vindum (født 21. april 1975 i Ørsted) er en dansk politolog, der fra 1. december 2024 er departementschef i Ministeriet for Grøn Trepart.
Maria Schack Vindum er uddannet bachelor i engelsk i 1998 og kandidat i statskundskab i 2003, begge fra Aarhus Universitet.
Hun har tidligere arbejdet som afdelingschef i Beskæftigelsesministeriet, som direktør for Styrelsen for Arbejdsmarked og Rekruttering og senest som direktør i Økonomistyrelsen.
Hun blev 29. november 2024 præsenteret som departementschef i det nyddannede Ministeriet for Grøn Trepart.